# ثعلب خفاشي الأذنين
الثعلب خفاشي الأذنين (الاسم العلمي Otocyon megalotis) ويسمى أيضًا الثعلب ضخم الأذن وثعلب أسود الأذنين وثعلب كيب وثعلب ديلاند. يعيش هذا الثعلب في المناطق الجافة من شرق وجنوب إفريقيا. ولهذه الثعالب أذان طويلة، ولون ظهره بني رمادي بينما المناطق السفلية رملية اللون. يقتات الثعلب خفاشي الأذن بشكل أساسي على الحشرات خاصة المنّ. كما يتغذى على الفواكه والقوارض مثل الفئران والجرذان. ويستطيع هذا الثعلب تغيير اتجاه مساره بشكل حاد أثناء الجري ويبلغ طول أذنيه 13 سم. وتساعده هذه الإمكانية في التغلب على الفرائس الصغيرة سريعة الجري. وهو الثعلب الوحيد من جنس Otocyon وهو مشتق من الكلمة اليونانية"otus"وتعني أذن فيحين اسم megalotis مشتق من الكلمة mega وتعني كبير.